# Marcilla de Campos
Marcilla de Campos is een gemeente in de Spaanse provincie Palencia in de regio Castilië en León met een oppervlakte van 21,86 km². Marcilla de Campos telt 40 inwoners (1 januari 2016).

## Demografische ontwikkeling
Bron: INE, 1857-2011: volkstellingen